# Чугунци
Чугунци (грч. Μεγάλη Στέρνα, Мегали Стерна) је насељено место у општини Кукуш у периферији Средишња Македонија, Грчка. Према попису из 2021. године било је 285 становника.
Према бугарском географу и историчару, Василу Канчову, у Чугунцима је 1900. године живело 250 Словена хришћана. Током Другог балканског рата село је страдало од грчке војске а становништво је протерано (већина у околину Струмице, мањи део у Бугарској). На њихово место насељене су грчке избегличке породице из Турске, којих је на попису из 1928. године било 431.